# Pogo oscilace
Pogo oscilace je nežádoucí podélná oscilace raketových motorů způsobená nestabilitou spalování kapalných složek paliva. Pokud není vzniklá oscilace utlumena, může v krajním případě způsobit rezonanci, kladnou zpětnou vazbu a strukturální porušení rakety. Název pochází z anglického výrazu pro pérovanou tyč na skákání.

## Vznik
Pogo oscilace vzniká obecně, když je nárůst tlaku motoru přenesen do přívodu paliva a způsobí zpětný tlak proti jeho proudění. To sníží přítok paliva a samotný tlak ve spalovací komoře. Nižší tlak zrychlí proudění paliva a způsobí nárůst tlaku v motoru, čímž se cyklus uzavírá.
Kolísání proudění může také vyvolat pružnost palivového potrubí. Pokud cyklus dosáhne rezonanční frekvence, může vzniknout kladná zpětná vazba, která je v krajních případech schopna raketu roztrhat na kusy.
Jiná situace, kdy může dojít k pogo oscilaci, je při kolísání rychlosti rakety, které se setrvačnými silami projeví kolísáním průtoku samotného paliva. Kolísání průtoku paliva pak vede ke kolísání tahu motorů a tím i samotné rychlosti rakety, čímž se cyklus uzavírá.

## Známé výskyty Pogo oscilace
Nejznámější výskyt Pogo oscilace byl u prostředního motoru prvního stupně rakety Saturn V. Pět motorů Saturnu bylo uspořádáno do písmene X, kde pak střed měl menší tuhost než okraj a tah prostředního motoru tak způsoboval jeho deformaci a natažení přívodu paliva. Natažení přívodu pak dočasně snížilo průtok a způsobilo cyklickou sinusovou oscilaci.
Pokud není Pogo oscilace kontrolována, může dojít k závažným selháním. To je případ předčasného zastavení prostředního motoru druhého stupně Apolla 13. Pogo oscilace také způsobila selhání a destrukci sovětské rakety N-1 při jejím posledním letu.